# Gabriel H. Mahon
Gabriel Heyward Mahon Jr. (* 11. November 1889 in Williamston, Anderson County, South Carolina; † 11. Juni 1962 in Greenville, South Carolina) war ein US-amerikanischer Politiker. Zwischen 1936 und 1939 vertrat er den Bundesstaat South Carolina im US-Repräsentantenhaus.

## Werdegang
Im Jahr 1898 kam Gabriel Mahon mit seinen Eltern nach Greenville. Dort besuchte er die öffentlichen Schulen. Anschließend absolvierte er die Militärakademie „The Citadel“ in Charleston. Zwischen 1900 und 1907 war Mahon als Ladenangestellter tätig. Von 1907 bis 1911 war er als fahrender Händler in South Carolina unterwegs. Dann arbeitete er ab 1911 in der Bekleidungsindustrie. Während des Ersten Weltkrieges war er zunächst Hauptmann und später Major in einer Infanterieeinheit der US-Armee. Dabei war er auf dem europäischen Kriegsschauplatz eingesetzt. Für seine militärische Leistungen wurde er mit mehreren Orden ausgezeichnet. Zwischen 1921 und 1926 war Mahon auch Kurator des Greenville Woman’s College. Ansonsten arbeitete er wieder in seinem alten Beruf.
Politisch war Mahon Mitglied der Demokratischen Partei. Nach dem Tod des Kongressabgeordneten John J. McSwain im Jahr 1936 wurde er im vierten Wahlbezirk von South Carolina als dessen Nachfolger in das US-Repräsentantenhaus in Washington, D.C. gewählt. Dort trat er am 3. November 1936 sein neues Mandat an. Gleichzeitig wurde Mahon auch für die folgende Legislaturperiode in den Kongress gewählt. Damit konnte er dort bis zum 3. Januar 1939 verbleiben. In dieser Zeit wurden weitere New-Deal-Gesetze beraten und verabschiedet.
Im Jahr 1938 wurde Gabriel Mahon von seiner Partei nicht mehr für eine weitere Legislaturperiode nominiert. Daraufhin zog er sich aus der Politik zurück. In den folgenden Jahren widmete er sich wieder seinen privaten Geschäften in Greenville. Dort ist er im Juni 1962 auch verstorben.